# Familia Sodálite
La Familia Sodálite fue un conjunto de instituciones y asociaciones de fieles vinculadas al Sodalicio de Vida Cristiana (SCV), una sociedad de vida apostólica de derecho pontificio fundada en 1971 en Perú por Luis Fernando Figari. La Familia Sodálite agrupó diversas comunidades y movimientos laicales que compartían una espiritualidad y misión supuestamente inspiradas en el "carisma" sodálite.
En 2025 el papa Francisco decidió suprimir todos estos institutos por carecer de carisma fundacional. El decreto de disolución de la rama laical femenina, Fraternidad Mariana de la Reconciliación, firmado por el papa el 14 de enero de 2025, fue "intimado" a su superiora general el 1° de abril de ese mismo año. El decreto de disolución de la rama religiosa femenina, Siervas del Plan de Dios, fue firmado en la misma fecha e intimado a su comisaria el 3 de abril de 2025. Los decretos de disolución del Sodalicio y del Movimiento de Vida Cristiana fueron intimados y firmados al Superior General y Coordinador General respectivamente en Roma el 14 de abril de 2025, en las instalaciones del Dicasterio para los Institutos de Vida Consagrada y las Sociedades de Vida Apostólica.

## Composición
Los principales integrantes de la Familia Sodálite fueron:
- Sodalicio de Vida Cristiana (SCV): Sociedad de vida apostólica laical compuesta por laicos consagrados y sacerdotes, fundada en 1971. El decreto de supresión fue intimado en Roma el 14 de abril de 2025.[6]
- Asociación de María Inmaculada (AMI): Asociación privada de fieles de derecho diocesano, aprobada en la Arquidiócesis de Lima, fundada en 1975.[8]
- Movimiento de Vida Cristiana (MVC): Asociación privada de fieles de derecho pontificio, fundada en 1985 y aprobada por la Santa Sede en 1994. El decreto de supresión fue intimado el 14 de abril de 2025.[7]
- Fraternidad Mariana de la Reconciliación (FMR): Sociedad de vida apostólica laical femenina de derecho diocesano, fundada en 1991.[9] El decreto de supresión fue intimado el 1° de abril de 2025.[5]
- Hermandad de Nuestra Señora de la Reconciliación (HNSR): Asociación privada de fieles de derecho diocesano, aprobada en la Arquidiócesis de Lima, que promueven esta devoción mariana, fundada en 1995.[10]
- Siervas del Plan de Dios (SPD): Asociación pública de fieles femenina, con hábito, fundada en 1998.[11] El decreto de supresión fue intimado el 3 de abril de 2025.[3]

## Historia y desarrollo
El concepto de "Familia Sodálite" surge como una extensión del SCV, a medida que se desarrollaban nuevas comunidades e instituciones alineadas con su espiritualidad y apostolado. Con el paso de los años, estas agrupaciones fueron expandiendo su presencia en América Latina, Estados Unidos y Europa, promoviendo una visión particular del catolicismo a través de obras educativas, sociales y de evangelización.
En décadas recientes, la Familia Sodálite ha enfrentado crisis institucionales debido a denuncias de abusos cometidos por su fundador y otros miembros del SCV, lo que ha llevado a reformas internas y la intervención del Vaticano en la organización.

## Disolución
En febrero de 2025, el enviado del Papa Francisco, el monseñor Jordi Bertomeu anunció que "toda la Familia Sodálite será disuelta", en el marco de un proceso de reforma y reestructuración de las instituciones relacionadas con el SCV.  Este anuncio responde a las críticas y problemas internos que han afectado la organización en los últimos años.